# Boophis blommersae
Espèce
Statut de conservation UICN

 VU B1ab(iii) : Vulnérable
Boophis blommersae est une espèce d'amphibiene de la famille des Mantellidae.

## Répartition
Cette espèce est endémique de Madagascar. Elle se rencontre entre 500 et 900 m d'altitude dans le parc national de la Montagne d'Ambre, dans le nord de l'île, et, plus au Sud, dans la région de Tsaratanana,.

## Description
Boophis blommersae mesure environ 24 mm. Son dos est brun clair et son ventre blanc jaunâtre.

## Étymologie
Cette espèce est nommée en l'honneur de Rose Marie Antoinette Blommers-Schlösser.

## Publication originale
- Glaw & Vences, 1994 : A Fieldguide to the Amphibians and Reptiles of Madagascar - Including Mammals and Freshwater Fish. ed. 2, p. 1-331  (ISBN 3-929449-01-3).